# Чинкоподобна амадина
Чинкоподобната амадина (Lonchura fringilloides) е вид птица от семейство Estrildidae.

## Разпространение и местообитание
Разпространен е в Ангола, Бенин, Ботсвана, Бурунди, Габон, Гамбия, Гана, Гвинея, Екваториална Гвинея, Етиопия, Замбия, Зимбабве, Камерун, Демократична република Конго, Кот д'Ивоар, Либерия, Малави, Мали, Мозамбик, Нигерия, Сенегал, Сиера Леоне, Судан, Танзания, Того, Уганда, Централноафриканската република, Южен Судан и Южна Африка.